# Blanchester
Blanchester é uma vila localizada no estado norte-americano de Ohio, no Condado de Clinton e Condado de Warren.

## Demografia
Segundo o censo norte-americano de 2000, a sua população era de 4220 habitantes. 
Em 2006, foi estimada uma população de 4365, um aumento de 145 (3.4%).

## Geografia
De acordo com o United States Census Bureau tem uma área de 
7,8 km², dos quais 7,7 km² cobertos por terra e 0,1 km² cobertos por água. Blanchester localiza-se a aproximadamente 296 m acima do nível do mar.

## Localidades na vizinhança
O diagrama seguinte representa as localidades num raio de 16 km ao redor de Blanchester. 